# NGC 47
NGC 47 (другие обозначения — NGC 58, MCG −1-1-55, IRAS00119-0726, PGC 967) — галактика в созвездии Кит.
Этот объект занесён в новый общий каталог несколько раз, с обозначениями NGC 47 и NGC 58. Этот объект также входит в число перечисленных в оригинальной редакции «Нового общего каталога».

## Характеристики
NGC 47 представляет собой спиральную галактику с перемычкой и ярким ядром. Расстояние до неё составляет около 263 миллионов световых лет. Объект очень тусклый, и обширных исследований по нему не проводилось. Открыл галактику в 1886 году Эрнст Темпель, а чуть позже Льюис Свифт занёс её в каталог под номером NGC 58, не заметив открытия Темпеля. Поэтому с тех пор галактика имеет ещё и это дополнительное обозначение.